# (2) Pallas
(2) Pallas ist mit einem mittleren Durchmesser von 513 km nach Vesta der zweitgrößte Asteroid und nach Ceres und Vesta der drittgrößte Körper im Asteroidengürtel. Sie hat annähernd Kugelgestalt, ist durch Kollisionen jedoch etwas deformiert.

## Entdeckung
Pallas wurde am 28. März 1802 von Heinrich Wilhelm Olbers entdeckt und nach der griechischen Göttin Pallas Athene benannt. Die Entdeckung erfolgte zufällig, als Olbers die ein Jahr zuvor entdeckte und heute als Zwergplanet klassifizierte Ceres aufsuchen wollte. Nach der Entdeckung von Ceres hatte Olbers, wie die anderen Astronomen seiner Zeit, nicht damit gerechnet, noch einen weiteren Planeten zwischen Mars und Jupiter zu finden, da man glaubte, den von der Titius-Bode-Reihe vorhergesagten Planeten in diesem Bereich des Sonnensystems gefunden zu haben. Olbers vertrat daher die Hypothese, dass es sich bei Ceres und Pallas um Bruchstücke eines größeren, zerbrochenen Planeten handele. Diese „Trümmerhypothese“ der Asteroidenentstehung war, konkurrierend mit mehreren anderen, mehrmals vorherrschende Meinung bis etwa 1960.
Die Entdeckung beflügelte die Tätigkeit der sogenannten Himmelspolizey der europäischen Sternwarten; diese wurde 1800 gegründet, um systematisch nach vermuteten Kleinplaneten zu suchen. Mit Olbers und Harding gelang zwei Mitgliedern dieser Organisation 1804 und 1807 auch die Entdeckung der Asteroiden (3) Juno und (4) Vesta.
Ebenso wie Ceres wurde Pallas unmittelbar nach ihrer Entdeckung als vollwertiger Planet angesehen, somit galten im Jahr 1802 neun Himmelskörper als Planeten. 
Wilhelm Herschel, der 1781 Uranus entdeckt hatte, versuchte den Durchmesser von Ceres und Pallas zu bestimmen, was ihm einige Schwierigkeiten bereitete: Die beiden Objekte erschienen in seinem Teleskop praktisch sternförmig (also ohne messbare Ausdehnung, im Gegensatz zu den klassischen Planeten). Herschel schlug daher bereits 1802 vor, Ceres und Pallas als „Asteroiden“ (griechisch für „sternartig“), zu bezeichnen und damit von den großen Planeten abzugrenzen. Seine Ansicht wurde zu dieser Zeit aber nur von wenigen Astronomen geteilt. Erst als um 1847 die Zahl der zwischen Mars und Jupiter gefundenen Himmelskörper rasch anstieg, wurden sie unter den Bezeichnungen „Asteroiden“, „Planetoiden“, „Kleine Planeten“ oder „Kleinplaneten“ zusammengefasst.

## Umlaufbahn

Pallas zwischen den Umlaufbahnen von Mars und Jupiter

Pallas bewegt sich in einem mittleren Abstand von 2,77 AE in 4,62 Jahren um die Sonne und befindet sich in einer 18:7-Resonanz mit Jupiter. Die Bahnexzentrizität ist mit 0,23 relativ groß: Der Abstand von der Sonne variiert daher zwischen 2,13 AE im Perihel und 3,41 AE im Aphel. Die Umlaufbahn ist mit 34,9° stark gegen die Ekliptik geneigt, wodurch es häufig vorkommt, dass sich Pallas fernab der Ekliptik am Himmel aufhält.
Vermutlich ist sie der Ursprungskörper der restlichen Pallas-Familie, die 1928 von Kiyotsugu Hirayama (s. Hirayama-Familie) beschrieben wurde. Alle Mitglieder haben ähnlich hohe Inklinationen, Exzentrizitäten und Bahnhalbachsen sowie den selteneren Spektraltyp B. Dies lässt den Schluss zu, dass die kleineren Asteroiden bei Kollisionen von Pallas abgesprengt wurden.
Während der Opposition erreicht sie eine scheinbare Helligkeit von bis zu 6,5 mag. Sie ist damit nach (4) Vesta der zweithellste Asteroid am Nachthimmel, jedoch mit dem bloßen Auge nicht mehr zu sehen.

## Physikalische Eigenschaften
Die Rotationsperiode von Pallas beträgt 7,8 Stunden. Ihre Oberfläche hat eine mittlere Albedo von 0,16. Mit dem Hubble-Weltraumteleskop konnte die Größe von Pallas bestimmt werden: Die Form von Pallas entspricht demnach einem triaxialen Ellipsoid mit Achsenlängen von 568 km, 532 km und 448 km. Die Masse wurde zu 2,04 · 1020 kg bestimmt. Aus Beobachtungen des Infrared Astronomical Satellite und aus Sternbedeckungen war zuvor ein mittlerer Durchmesser von etwa 523 km abgeleitet worden.
Es wird vermutet, dass Pallas, wie auch Vesta, ein übriggebliebener Protoplanet mit differenziertem inneren Aufbau ist. Das hydrostatische Gleichgewicht ist aber nach dem Abkühlen nicht mehr vorhanden, sodass Pallas durch Kollisionen mittlerweile eine unregelmäßige Form angenommen hat.

## Trivia
In der deutschen Science-Fiction-Fernsehserie Raumpatrouille aus den 60er Jahren landet das Raumschiff Orion auf dem Asteroiden Pallas (Folge 3: Hüter des Gesetzes). Allerdings laufen die Astronauten auf der Asteroidenoberfläche ohne Druckanzug, auch die minimale Schwerkraft wird nicht dargestellt.
Wegen ihrer hohen Bahnneigung kann Pallas in Himmelsarealen zu finden sein, in denen man niemals Planeten finden kann. So passierte Pallas am 9. Oktober 2022 Sirius in 8,5' südlichen Abstand (Quelle: Astrolutz 2022, ISBN 978-3-7534-7124-2). Planeten halten für irdische Beobachter stets einen Abstand von über 30 Grad zu Sirius ein.